# Célio da Silva
Jusselio Donizete da Silva, mais conhecido como Célio da Silva (Cerquilho, 21 de maio de 1983), é um ex-futebolista brasileiro que atuava como zagueiro.

## Carreira
Em 1997 iniciou sua carreira nas categorias de base do Paulista Futebol Clube jogou campeonato paulista infantil, juvenil,  jogos regionais, jogos abertos do interior, copa Nike de futebol, onde permaneceu até o ano de 2000.
Em 2001 jogou no Londrina Esporte Clube disputou o campeonato paranaense sub-20
Em 2002 no primeiro semestre jogou o campeonato paulista profissional pelo Comercial Futebol Clube e paulistão sub-20. No segundo semestre foi para o Esporte Clube Santo André.
Em 2003 jogando pelo Esporte Clube Santo André foi Campeão da Copa São Paulo de Futebol Júnior, foi Vice-Campeão do Campeonato Brasileiro Série C (acesso para a série B) e foi Campeão da Copa Paulista de Futebol garantindo vaga para a Copa do Brasil.
Em 2004 ainda jogando pelo Esporte Clube Santo André jogou sua segunda edição da Copa São Paulo de Futebol Júnior, disputou o Campeonato Brasileiro Série B e Copa do Brasil sagrando-se Campeão e garantindo vaga para a Taça Libertadores da América.
Em 2005 vestiu a camisa do Clube Atlético Sorocaba e disputou o Campeonato Brasileiro Série C.
Em 2006 na Associação Esportiva Santacruzense, que em parceria com a Associação Desportiva São Caetano, disputou o Campeonato Paulista Série A3 e Copa Paulista de Futebol jogando as finais das duas competições.
Em 2007 teve uma breve passagem pela Sociedade Esportiva Nacional jogando no Campeonato Maranhense da Primeira Divisão.
Em 2008 teve sua primeira experiência internacional no Sport Boys do Peru.
Em 2009 voltou a jogar pela Associação Esportiva Santacruzense que disputou o Campeonato Paulista Segunda Divisão.
Em 2010 jogando pelo Ivinhema Futebol Clube disputou o Campeonato Sul-Mato-Grossense de Futebol e Copa do Brasil, após o término dessas competições teve uma breve passagem pelo Clube Atlético Guaçuano atuando no Campeonato Paulista Série A3.
Em 2011 foi contratado pelo Club Jorge Wilstermann para a disputar a Copa Libertadores da América. Apesar da boa campanha, o Wilstermann acabou eliminado. Ainda no primeiro semestre de 2011 foi campeão do Torneio de Cochabamba de Futebol (AFC) e no segundo semestre de 2011 foi campeão da Copa Aerosul.
Em 2012 voltou ao Brasil para novamente jogar pelo Clube Atlético Guaçuano. Campeonato Paulista Série A3. Em Junho de 2012 foi para a Europa onde jogou duas partidas na Liga dos Campeões da UEFA 2012-2013, pelo Valletta Football Club da República de Malta, com uma grande vitória de 8–0 contra o Lusitanos FC de Andorra, mas por divergências contratuais não permaneceu neste Clube. Embora tenha jogado pelo Birkirkara Football Club na Copa AME, este Clube fez proposta muito abaixo do esperado, não havendo acordo, não permaneceu neste Clube.
Em 2013 foi contratado pelo Clube Aurora da Bolívia.

## Títulos
Santo André
- Copa do Brasil: 2004[1]
- Copa São Paulo de Futebol Júnior: 2003[2]